# Liaoningotitan
Liaoningotitan sinensis is een plantenetende sauropode dinosauriër, behorend tot de Titanosauriformes, die tijdens het vroege Krijt leefde in het gebied van het huidige China.

## Vondst en naamgeving
De Chinese provincie Liaoning heeft sinds de jaren negentig een aantal spectaculaire paleontologische vondsten opgeleverd van vrijwel perfect bewaarde fossielen. Die waren echter geplet tussen dunne aslagen wat zowel beperkingen oplegde aan de diameter als de dikte van de stukken. De meeste exemplaren bestaan dan ook uit vrij kleine dieren. Van de Sauropoda, vermoedelijk de grootste landdieren die ooit geleefd hebben, waren dan ook, op Dongbeititan na waarvan de botten niet in extreme compressie gevonden werden, slechts wat tanden en botfragmenten aangetroffen. Men mocht nauwelijks hopen een hele sauropode als een droogbloem platgedrukt tussen de geologische pagina's van de Jeholgroep te ontdekken. Toch is dat wat een team van het paleontologisch museum van de Universiteit van Shenyang in oktober 2006 gelukte. Met veel moeite borg men in de prefectuur Yixian, bij het dorp Xiaobeigou, een vrijwel compleet skelet van een sauropode. Het was in 2018 de grootste dinosauriër die in Liaoning was gevonden. Aan de berging werd in 2016 een apart artikel gewijd.
In 2018 werd de typesoort Liaoningotitan sinensis benoemd en beschreven door Zhou Changfu, Wu Wenhao, Toru Sekiya en Dong Zhiming. De geslachtsnaam verbindt een verwijzing naar Liaoning met een Grieks titan. De soortaanduiding verwijst naar de herkomst uit China. De naam was al verschenen, vermoedelijk als een nomen nudum, in een boek uit 2011.
Het holotype, PMOL AD00012, is gevonden in een laag van de Jianshangouformatie die dateert uit het vroege Aptien, ongeveer 125 miljoen jaar oud. Het bestaat uit een vrijwel compleet skelet met schedel. Het skelet ligt in anatomisch verband maar is sterk platgedrukt. Veel van de beenderen zijn sinds 2007 uit de rotsmatrix losgemaakt. De kwaliteit van de botten is uitstekend. Veel van de vondsten uit Liaoning bewaren ook de weke delen. Van Liaoningotitan zijn echter geen duidelijke resten van interne organen of de huid zichtbaar. Een afgietsel van het fossiel werd in 2017 aan het Senckenberg Naturmuseum Frankfurt geschonken dat het al voor de publicatie onder de soortnaam tentoonstelde.

## Beschrijving

### Grootte en onderscheidende kenmerken
Volgens de publicaties uit 2011 en 2016 is Liaoningotitan vijftien meter lang. Het Senckenbermuseum geeft een lengte van twaalf meter aan. Dit is ook in overeenstemming met de beschrijving uit 2018 die geen lengteschatting geeft maar een lengte van het dijbeen vermeldt van 105 centimeter.
De beschrijving uit 2018 bevat geen moderne lijst van autapomorfieën, unieke afgeleide eigenschappen. Men geeft slechts een diagnose in de zin van een opsomming van opvallende kenmerken, afkomstig van een eerste manuscript door Zhou waar ook de publicaties uit 2011 en 2016 de naam vandaan hebben. De onderrand van het bovenkaaksbeen is bol. De tandrij in de bovenkaak is kort en vooraan geplaatst. De voorste tak van het jukbeen reikt tot onder de voorrand van de fenestra antorbitalis. De tak van het pterygoïde die contact maakt met het quadratum is aan de basis ingesnoerd. De bovenste tanden overlappen elkaar en hebben smalle spatelvormige kronen met een D-vormige dwarsdoorsnede maar zonder verticale groeven op de buitenzijde of vertandingen. De negen tanden van de onderkaak zijn kleiner en overlappen elkaar niet. De tanden van de onderkaak hebben asymmetrische kronen, een ovale dwarsdoorsnede, groeven en richels op de binnenzijde en een verdikte basis aan de binnenzijde. De bovenkant van het opperarmbeen heeft een breedte die gelijk is aan 54,8% van de lengte van het bot. Het darmbeen heeft een puntig voorblad.

### Skelet

#### Schedel en onderkaken
De precieze vorm van de schedel is lastig vaststelbaar door de compressie en het vermoedelijk ontbreken van de voorste snuitbeenderen, de praemaxillae, die wellicht afhangen. Bij het fossiel zijn de voorste tanden van de linkerhelft door de druk uit hun tandkassen geperst en over de onderkaak geschoven. De rechteronderkaak is overdwars geroteerd en onder het linkerdeel terechtgekomen. Daartussen liggen verspreide gedeelten van het verhemelte. Er is een groot rechthoekig stuk bot zichtbaar dat Zhou interpreteerde als een bovenkaaksbeen met een smalle opgaande tak. Een bolling naar onderen sluit, indien geen gevolg van een compressie van een verbreed gedeelte, op een unieke wijze niet aan bij het profiel van de onderkaak. Een schedeldak of achterhoofd worden niet beschreven.
In het verhemelte is het ploegschaarbeen plaatvormig en heeft een lengte van 74,9 millimeter.
De onderkaken zijn in bovenaanzicht U-vormig. De onderkaak heeft een lengte van zesendertig centimeter, waarvan het dentarium 225 millimeter beslaat over de onderrand gemeten. Het dentarium is hoog en buigt naar voren toe omlaag. Het spleniale is plaatvormig.
Er staan vermoedelijk vier tanden in de praemaxilla, acht of negen in het bovenkaaksbeen en negen in het dentarium van de onderkaak. De tandrij van de bovenkaak zou dan met eenentwintig centimeter een stuk korter zijn dan die van de onderkaak welke vijftien centimeter meet. De voorste tanden zijn het langst. Die van de bovenkaak liggen bij het fossiel dicht opeen en zelfs over elkaar geschoven. Volgens Zhou was dit de oorspronkelijk toestand. In dat geval is er een sterk contrast met de tanden in de onderkaak die wijde tussenruimten hebben. De tanden in de bovenkaak zijn 3,6 tot 3,2 maal zo lang als breed. Ze zijn licht bol aan de buitenzijde en glad aan de binnenzijde, zonder verheffing zodat de dwarsdoorsnede D-vormig is. Het slijtvlak loopt vrijwel evenwijdig aan de binnenzijde. De tanden van de onderkaak zijn veel korter, met een slankheidsindex van 1,45 tot 2,2. Hier is de dwarsdoorsnede ovaal door een bolling aan de binnenzijde. Ze zijn iets naar binnen en achteren gekromd. Hun slijtvlak is weinig ontwikkeld.

#### Postcrania
Door de compressie zijn de wervels vaak lastig te interpreteren. Soms zijn ze van voor naar achter platgedrukt zodat het systeem van richels, de laminae, niet meer in de oorspronkelijke ruimtelijkheid valt waar te nemen. De nekribben lijken niet met de halswervels versmolten. De halswervels hebben geen gevorkte doornuitsteeksels maar wel een licht ontwikkeld systeem van secundaire gewrichtsuitsteeksels, het hyposfeen-hypanthrum-complex. De staartwervels zijn procoel. Hun doornuitsteeksels staan op de voorste helft van het wervellichaam.
Het schouderblad is langwerpig met een verbreed bovenste uiteinde. Het ravenbeksbeen is niet bewaard.
De voorpoot is relatief lang met 68,8% van de lengte van de achterpoot. Het opperarmbeen heeft een lengte van eenenzeventig centimeter. Het heeft een dikke en buitenwaarts verbrede deltopectorale kam. De ellepijp heeft een lengte van 535 millimeter met een goed ontwikkelde processus olecrani. Het bovenste uiteinde is driemaal breder dan het onderste. Het spaakbeen is slank met een lengte van tweeënveertig centimeter.
Het darmbeen vormt een halve schijf met een hoogte van tweeëndertig centimeter en een lengte van eenenzeventig centimeter. Het voorblad heeft een relatief scherpe en wat afhangende punt. De aanhangsels voor schaambeen en zitbeen zijn slecht bewaard. De lengte van het schaambeen is minstens 745 millimeter; de "voet" is niet bewaard. Het schaambeen wordt in de plaat van het hoofdlichaam doorboord door een gesloten ovaal foramen obturatum van zes centimeter lang en drie breed. Het zitbeen heeft een lengte van achtenzestig centimeter met evenwijdige voorrand en achterrand.
Het linker- en rechterdijbeen hebben een respectievelijke lengte van 105 en 108 centimeter. De minimale diameters van de schachten zijn respectievelijk achttien en eenentwintig centimeter. De dijbeenkop is iets naar binnen gebogen maar maakt slechts een kleine hoek met de schacht. Het scheenbeen is ongeveer zestig centimeter lang. Het bovenvlak ervan is breed in zijaanzicht, ongeveer dertig centimeter.

## Fylogenie
Een fylogenetische analyse concludeerde dat Liaoningotitan zich basaal in de Titanosauriformes bevindt, buiten de Titanosauria. De soort zou meer afgeleid zijn dan Brachiosaurus en Euhelopus. Dat zou meer bepaald een positie basaal in de Somphospondyli impliceren.